# Dick Tracy (1990)
Dick Tracy ist der Titel einer Comicverfilmung aus dem Jahr 1990. Der Film basiert auf dem gleichnamigen Comic-Strip, der erstmals in den 1930er Jahren gedruckt wurde. Regie führte Warren Beatty, der gleichzeitig als Produzent fungierte sowie die Titelrolle übernahm. Weitere Darsteller sind unter anderem Madonna, Al Pacino und Dustin Hoffman. Beatty zollte dem Comic, dessen Fan er ist, Respekt, indem er auch im Film neben schwarz und weiß ebenfalls nur die fünf im Original-Comic verwendeten Farben einsetzte. In Deutschland startete der Film am 27. September 1990.

## Handlung
Chicago in den 1930er Jahren: Im Mittelpunkt der Handlung steht der aufrechte Polizeiermittler Dick Tracy, der einen Kampf gegen die seinerzeit berüchtigten Gangsterbanden der Stadt führt. Dabei geht Tracy in seiner Arbeit derart auf, dass seine warmherzige Lebensgefährtin Tess Truehart notgedrungen zurückstecken muss.
Während einer Schießerei, bei der Tracy einen namenlosen Jungen vor dem Tod bewahrt, kommt heraus, dass das Syndikat des ruchlosen Gauners „Big Boy“ Caprice, der Sinnsprüche von Thomas Jefferson, Platon und Friedrich Nietzsche zitiert, anscheinend nach der alleinigen Macht in der Stadt strebt. Zum Ausdruck dessen ermordet Caprice den hochrangigen Gangsterboss „Lips“ Manlis, übernimmt dessen Nachtclub „Ritz“ sowie dessen verführerische Sängerin und Liebschaft „Breathless“ Mahoney.
Tracys Ermittlungen dahingehend kommen ins Stocken, da Mahoney als einzige Zeugin des Mordes den Ermittler eher verführen als aussagen will. Caprice kommt auf diese Weise wieder frei, räumt weitere Verbrecher-Rivalen aus dem Weg und versucht schließlich Tracy, nachdem er ihn entführen ließ, zu bestechen. Als Dick sich weigert, soll er ebenfalls liquidiert werden, nämlich in einem Heizungskeller an einen Stuhl gefesselt durch eine Kesselexplosion, doch Tracy entkommt dank der Hilfe des sich so revanchierenden Jungen.
Tracy bereitet eine Razzia im Ritz vor, als Breathless ihn erneut aufsucht, diesmal zu Hause. Sie küsst Dick dabei in dem Moment, als Tess das Zimmer betritt … die Tracy und die Stadt daraufhin verlässt.
Der anschließende Polizeieinsatz scheint zunächst erfolglos zu verlaufen – allerdings diente er Tracy bloß als Tarnung, um den Abhörbeamten Bailey ins Gebäude zu schleusen. Durch dessen Informationen gelingt es der Polizei infolgedessen, große Teile von Caprices Syndikatsmachenschaften aufzudecken und zu vereiteln. Allerdings kommt der verzweifelte „Big Boy“ bald hinter die Spionage und nutzt dies für eine Falle seiner Handlanger Pruneface und Influence.
Diese legen für Tracy einen Hinterhalt in einem Warenhaus, wo es zum Schusswechsel kommt. In die Enge getrieben kommt Tracy plötzlich ein maskierter Unbekannter zu Hilfe, welcher Pruneface tötet. Influence kann entkommen, da Tracy Bailey befreit.
Caprice ist über den „The Blank“ genannten Unbekannten (in der deutschen Synchronisation „der Gesichtslose“) gleichermaßen außer sich wie Tracy verwirrt. Er versucht ein letztes Mal, Mahoney zu einer Aussage zu überzeugen – aber auch sie bleibt eisern, nur dann auszusagen, wenn Dick ihr seine Zuneigung gesteht … was dieser aber aufgrund seiner nach wie vor bestehenden Liebe zu Tess nicht kann.
Truehart scheint parallel Dick ebenfalls noch immer zu lieben, doch kurz bevor sie Tracy dies mitteilen kann, wird Tess von „The Blank“ gekidnappt. Gleichzeitig lockt dieser Tracy in eine weitere Falle, betäubt ihn und arrangiert die Gegebenheiten so, dass es den Anschein hat, als hätte Tracy Bundesstaatsanwalt Fletcher ermordet. Tracy wird verhaftet und suspendiert, worauf sich Caprice wieder seine alte Macht zurückholt.
In der Silvesternacht überschlagen sich die Ereignisse: Tracy wird von seinen Vorgesetzten freigelassen, während „The Blank“ gleichzeitig Caprice der Entführung von Truehart beschuldigt. Nachdem er Bandenmitglied Murmler verhören konnte, findet Tracy Tess in Caprices Hauptquartier – zur selben Zeit wie der überraschte „Big Boy“, da anscheinend „The Blank“ Truehart dort gefesselt drapierte. Es schließt sich eine Flucht nebst Schusswechsel mit Tracy und der Polizei an, in deren Folge alle Handlanger von Caprice sterben. Letzterer kann hingegen zu Fuß mit Tess in den Turm einer Klappbrücke flüchten, wo er diese an das dortige Räderwerk fesselt.
Es schließt sich ein Kampf als Showdown mit dem wenig später eintreffenden Tracy an, welcher erst von „The Blank“ gestoppt wird, der Dick, sollte dieser Caprice töten, die geschäftliche Partnerschaft mit ihm in Aussicht stellt. Im letzten Moment springt der Junge, welcher sich inzwischen „Dick Tracy jr.“ nennt, „The Blank“ an, was Caprice ermöglicht, den Maskierten zu erschießen, ehe Tracy „Big Boy“ in den Räderwerk-Abgrund stürzt.
Tess wird befreit, während Tracy „The Blank“ demaskiert: Es ist Mahoney. Diese gesteht ihm nochmals ihre Liebe, ehe sie ihn küsst und dann ebenfalls stirbt.
Tracy wird rehabilitiert und kehrt in den Dienst zurück. In der letzten Szene ist er gerade dabei, Truehart einen Antrag zu machen, als ein Raub vermeldet wird, worauf Dick mit Dick Jr. zum Tatort eilt.

## Hintergrund
Die Vorproduktion nahm außergewöhnlich viel Zeit in Anspruch. Warren Beatty war zunächst nur als Produzent vorgesehen. Für die Regie waren im Vorfeld u. a. Martin Scorsese, Tim Burton, Richard Benjamin, John Landis, Steven Spielberg sowie der von Beatty favorisierte Bob Fosse (der allerdings 1987 verstarb) im Gespräch. Für die Vorproduktion hatte man ferner zunächst Walter Hill engagiert, welcher allerdings nach Streitigkeiten das Projekt vorzeitig verließ. Letztlich willigte Beatty ein, selbst Regie zu führen, außerdem übernahm er die Hauptrolle seines Films. Um diese Mehrfachtätigkeit zeitlich zu ermöglichen, gab er die geplante Regie zu Misery ab, in welchem er ebenfalls auch eine Hauptrolle spielen sollte.
Dick Tracy war ursprünglich als Disney-Produktion konzipiert worden, wurde dann aber wegen der vergleichsweise brutalen und anzüglichen Dramaturgie an das Tochterunternehmen Touchstone Pictures abgegeben. Beatty zufolge entstanden ursprünglich 135 Minuten Filmmaterial, welche auf Anweisung des Disney-Verantwortlichen Jeffrey Katzenberg auf 105 Minuten gekürzt werden mussten.
Das Designteam des Regisseurs Warren Beatty umfasste die Szenenbildner Richard Sylbert und Rick Simpson, den Kameramann Vittorio Storaro, mit dem Beatty bereits in seinem vorherigen Film Ishtar von 1987 als Produzent und Hauptdarsteller zusammengearbeitet hatte, den Spezialeffekt-Spezialisten Michael Lloyd, den Kulissenmaler Harrison Ellenshaw, die Maskenbildner John Caglione junior und Doug Drexler sowie die Kostümbildnerin Milena Canonero.

### Musik
Für die Filmmusik zeichnete Danny Elfman verantwortlich. Der Musicalkomponist Stephen Sondheim schrieb fünf Lieder für den Soundtrack, darunter den mit dem Oscar ausgezeichneten Song Sooner or Later (I Always Get My Man).
Soundtrack-Alben
Zu diesem Film wurden gleich drei verschiedene Alben veröffentlicht, die mehr oder weniger alle Titel aus dem Film enthielten. Der Original-Score stammt von dem Komponisten Danny Elfman, der zum Beispiel auch die Titelmelodie der Zeichentrickserie Die Simpsons komponierte, und trägt den Titel Dick Tracy – Original Score. Das Orchester wurde von Shirley Walker dirigiert.
Madonna veröffentlichte ein eigenes Album unter dem Titel I’m Breathless – Songs from and inspired by the film Dick Tracy. Hierauf finden sich lediglich vier Titel, die auch im Film verwendet wurden, darunter der Oscar-prämierte Song Sooner or Later (I Always Get My Man).
Weiterhin wurde eine Kompilation veröffentlicht, auf dem Künstler wie Erasure, K. D. Lang, Darlene Love und Ice-T durch den Film inspirierte Songs beisteuerten. Ergänzt wurden diese durch ältere Aufnahmen beispielsweise von Jerry Lee Lewis oder Brenda Lee.

## Rezeption

### Kritiken
- film-dienst: „Der dem 50 Jahren alten Comic-Cartoon von Chester Gould nachgestaltete Film entwirft für seinen Helden eine Kinowelt, die ihre Anregungen ebenso aus den Comic Strips wie aus den Filmen der 30er und 40er Jahre bezieht. Fantasievoll und unterhaltsam inszeniert, raffiniert durch Kunstgriffe und Prinzipien, nach denen die Themenkomplexe des Films - Kampf gegen den Mob, Versuchung durch den Vamp, romantische Bindungen - organisiert werden. Für die verschiedenen Emotionsebenen werden visuelle Formeln etwa in der Verwendung von Primärfarben entwickelt, wobei diese filmische Struktur eine immer engere Verbindung mit der Kreation der Comic-Welt eingeht; dabei wird die Gewalttätigkeit des Genres ins Spielerische aufgelöst.“[1]
- Das deutsche Filminstitut schreibt über den Film: „Über Dick Tracy war man sich 1990 so einig wie heute über Sin City: das war die bis dahin überzeugendste Comic-Verfilmung. Warren Beatty erzählte als Regisseur und Hauptdarsteller die Geschichte des unbestechlichen Detektivs, der als einziger Gangsterboss Big Boy Caprice bei dessen Bestrebungen, die Macht endgültig zu übernehmen, bekämpft. Ausstattung, Architektur, Kostüme, Masken: der Film wurde zu einem außergewöhnlichen Gesamtkunstwerk, gehalten in den sieben Farben der Comicvorlage aus den 40ern. Dazu glänzt eine ganze Reihe hochkarätiger Darsteller (u. a. Al Pacino, Dustin Hoffman, Madonna, James Caan) in einer höchst vergnüglichen Hommage an den klassischen Gangsterfilm.“[2]

### Auszeichnungen
- „Dick Tracy“ ist aktuell die Comic-Adaption mit den meisten Oscar-Auszeichnungen: der Film gewann 1991 drei Academy Awards: Bestes Szenenbild (Richard Sylbert), Bestes Make-up (John Caglione junior und Doug Drexler) sowie Bester Song (Stephen Sondheim – „Sooner or Later (I Always Get My Man)“). In den Kategorien Bester Nebendarsteller (Al Pacino), Bestes Kostümdesign (Milena Canonero), Beste Kamera (Vittorio Storaro) und Bester Ton (Thomas Causey, Chris Jenkins, David E. Campbell und Doug Hemphill) war er ebenfalls nominiert.
- Bei den Golden Globes wurde er als Bester Film, Bester Nebendarsteller und zweimal bester Song (Stephen Sondheim – „Sooner or Later (I Always Get My Man)“ und „What Can You Lose?“) nominiert, konnte aber in keiner der Kategorien gewinnen.
- Bei den BAFTA Awards 1991 gewann der Film in den Kategorien „Bestes Make-Up“ und „Bestes Produktionsdesign“. In insgesamt fünf weiteren Kategorien war Dick Tracy nominiert, darunter Al Pacino als bester Nebendarsteller.
- Al Pacino erhielt den American Comedy Award als bester Nebendarsteller.

- Bei den Grammy Awards 1991 waren sowohl der Original-Score, als auch der Song More nominiert, wurden aber beide nicht mit einem Grammy ausgezeichnet.

## Trivia
- Hinsichtlich der Rollen-Besetzung gab es etliche Planspiele:
  - Bevor Beatty die Rolle Tracys übernahm, plante man u. a. mit Clint Eastwood, Harrison Ford, Richard Gere, Paul Newman, Mel Gibson, Tom Selleck, Robert De Niro, Jack Nicholson, Robert Redford, George C. Scott und James Caan. Letzteren verpflichtete man dann allerdings als Caprice Rivalen Spaldoni.
  - Für Madonnas Part als Mahoney spekulierte man im Vorfeld u. a. mit Kim Basinger, Sharon Stone, Michelle Pfeiffer und Samantha Fox.
  - Als Tess Truehart hatte man bereits Sean Young engagiert, die allerdings bereits nach wenigen Drehtagen von Beatty gefeuert wurde. Während Young angab, sie hätte Beattys Avancen abgewiesen, nannten andere Quellen das angeblich zu fordernde Auftreten der Aktrice.
  - Gene Hackman lehnte die Rolle als „Lips“ Manley aufgrund schlechter Erfahrungen mit Beatty beim gemeinsamen Dreh von „Reds“ ab.
  - Schauspieler und Comedian Gilbert Gottfried war eine Zeitlang als Murmler im Gespräch.
  - Macaulay Culkin sollte die Rolle des Jungen spielen, lehnte dies aber zugunsten der Hauptrolle in Kevin – Allein zu Haus ab.
- Die Schurkengestalten „Numbers“ Norton, DeSanto und Louie the Louse sind Kreation für den Film und kommen im eigentlichen Comic nicht vor.
- Warren Beatty und Madonna hatten während der Dreharbeiten eine kurze Beziehung.
- Die Schießerei in einer Garage vom Filmanfang ist eine Anlehnung an das Massaker vom Valentinstag.
- Al Pacino wollte ursprünglich nicht in den Credits und bevorzugt unter einem Pseudonym genannt werden. In einer Zeitschrift wurde er daher Guido Frascatti genannt.
- „Dick Tracy“ war der letzte Film des damals 94-jährigen Ian Wolfe. Gleiches gilt für Mike Mazurki, der bereits in der Tracy-Verfilmung der 1940er Jahre mitgewirkt hatte und hier einen Cameo-Auftritt als Gast im Hotel hatte, in dem der Mord an Fletcher stattfand.
- Warren Beatty verletzte sich leicht bei den Dreharbeiten, als er von einem Gebäude auf einen Lampenpfosten sprang und mit dem Kopf gegen diesen stieß. Dick van Dyke brach sich bei der Mordszene Fletchers gar die Schulter.